# Peter Wirth (Byzantinist)
Peter Karl Friedrich Wirth (* 2. März 1930 in München) ist ein deutscher Byzantinist.

## Leben
Peter Wirth studierte Byzantinistik an der Universität München und wurde 1960 mit der Dissertation Untersuchungen zur byzantinischen Rhetorik des zwölften Jahrhunderts: Mit besonderer Berücksichtigung der Schriften des Erzbischofs Eustathios von Thessalonike promoviert. Er arbeitete anschließend bis zu seiner Pensionierung 1995 als wissenschaftlicher Mitarbeiter (zuletzt im Range eines Akademischen Direktors) an der Bayerischen Akademie der Wissenschaften. Hier war er für die Herausgabe des Corpus der griechischen Urkunden des Mittelalters und der neueren Zeit tätig.
Neben zentralen Publikationen zu den byzantinischen Regesten und zu Eustathios von Thessalonike (gesammelt in Eustathiana, Amsterdam 1980) ist Wirth besonders durch seine Monografie Grundzüge der byzantinischen Geschichte (Darmstadt 1976. 2. Auflage 1989. 3. Auflage 1997. 4. unveränderte Auflage 2006), als Herausgeber des Reallexikons der Byzantinistik (ein Band in sechs Heften, Amsterdam 1968–1972, danach Erscheinen eingestellt) sowie durch zahlreiche Aufsätze hervorgetreten.

## Schriften (Auswahl)
- Untersuchungen zur byzantinischen Rhetorik des zwölften Jahrhunderts. München 1960 (Dissertation)
- Grundzüge der byzantinischen Geschichte. Darmstadt 1976. 2., überarbeitete Auflage 1989. 3., bibliographisch aktualisierte Auflage 1997. 4., unveränderte Auflage 2006
- Eustathiana. Gesammelte Aufsätze zu Leben und Werk des Metropoliten Eustathios von Thessalonike. Amsterdam 1980
- Eustathii Thessalonicensis Opera minora, magnam partem inedita. Berlin/New York 2000. ISBN 3-11-014168-X

Herausgeberschaft
- Regesten der Kaiserurkunden des oströmischen Reiches. Teil 5: Regesten von 1341–1453. München 1965
- Polychronion. Festschrift Franz Dölger zum 75. Geburtstag. Heidelberg 1966
- Reallexikon der Byzantinistik. Mit Unterstützung zahlreicher Fachgenossen. Sechs Hefte, Amsterdam 1968–1972
- mit Adolf M. Hakkert: Zetemata Byzantina. Studien und Vorträge zur byzantinischen Geschichte. Amsterdam 1977ff.
- Regesten der Kaiserurkunden des oströmischen Reiches. Teil 3. Regesten von 1204–1282. 2., erweiterte und verbesserte Auflage, München 1977
- Regesten der Kaiserurkunden des oströmischen Reiches. Teil 2: Regesten von 1025–1204. 2., erweiterte und verbesserte Auflage, München 1995